# 純潔的瑪利亞
《純潔的瑪利亞》是石川雅之創作的日本漫畫作品，於2008年11月開始，在講談社旗下雜誌《good!Afternoon》之創刊號上連載，於2013年7月之第33號完結。外傳《純潔的瑪利亞 exhibition》於2014年7月在《good!Afternoon》的第45號上開始連載，於2015年1月號完結。2014年9月1日發表動畫化決定並開啟了官網，電視動畫在2015年1月開始播放。

## 故事簡介
在戰爭不斷的中世紀時代，在法蘭西王國與英格蘭王國交戰之百年戰爭中，各國的魔女以此戰爭作為賺錢的途徑。而法國之魔女瑪利亞則厭惡戰爭，多次插手中止多次戰爭。

## 登場角色
瑪利亞（聲：金元壽子）
本作主角。魔女。因厭惡戰爭，多次使用魔法干涉並中止多場戰爭，也因此引起天界注意。
睡覺時習慣裸睡。
阿爾忒彌斯（聲：日笠陽子）
瑪利亞創造出來的魅魔，原型為白色貓頭鷹。透過誘惑指揮官造成軍隊混亂而中止戰爭。
普里阿普斯（聲：小松未可子）
瑪利亞創造出來的夢魔，原型為白色貓頭鷹。因為瑪利亞不懂男性身體結構，所以沒有重點部份。
以西結（聲：花澤香菜）
由米迦勒派遣監視瑪利亞的人。平常會變為白鴿。
安（聲：加隈亞衣）
經常看望瑪利亞的小女孩，並不害怕作為魔女的瑪利亞。
對瑪利亞阻止戰爭的行為懷有感激之情，堅信瑪利亞絕不會害人。
瑪莎（聲：一城美由希）
安的奶奶。很久以前便知道瑪利亞的事情，和她是朋友，對她寄予了信賴。
約瑟夫（聲：小野賢章）
法國軍通信兵，經常拜訪瑪利亞。對瑪利亞抱持著好感。在大天使米迦勒準備制裁瑪利亞時，舉起弓箭對準了米迦勒。
米迦勒（聲：井上喜久子）
大天使。因瑪利亞以魔法介入人界的行動違背了天界的方針，從而對她下了「一旦失去處女便將喪失魔女力量」的法術。
維弗（聲：能登麻美子）
來自英國溫徹斯特的魔女。髮型為長髮燙成直捲。後來與瑪利亞成為朋友。
艾德溫娜（聲：內山夕實）
法國女巫，使魔為一隻貓。默默製作著各種草藥供教會轉而給人民使用。原本只想默默生存在人類社會當中，在劇情中後段挺身而出協助拯救瑪利亞。

### 動畫原創
迦爾法（聲：小野友樹）
法國軍的傭兵。
伊萬（聲：三宅健太）
傭兵團「赤腕之兄弟團」的團長。
紀堯姆（聲：島田敏）
領主。
伯納德（聲：櫻井孝宏）
修道院院長。
吉爾伯特（聲：花江夏樹）
侍奉伯納德的修道士。
蘿洛特（聲：小島幸子）
娼婦。
科爾努諾斯（聲：土師孝也）
德魯伊信仰、凱爾特神話當中的神祇之一，富饒之神。在動畫版作品中沒有實體形象，並且是被人類遺忘的遠古存在之一，在森林裡作為整個故事的觀察者。

## 出版書籍
| 集數 | 講談社        | 講談社                                                  | 講談社        | 尖端出版             | 尖端出版 |
| 集數 | 發售日期      | ISBN                                                    | 發售日期      | EAN                  |          |
| ---- | ------------- | ------------------------------------------------------- | ------------- | -------------------- | -------- |
| 1    | 2010年2月5日  | ISBN 978-4-06-310622-0 ISBN 978-4-06-358307-6（限定版） | 2015年1月19日 | EAN 471-7702-26407-9 |          |
| 2    | 2011年10月7日 | ISBN 978-4-06-310782-1 ISBN 978-4-06-364877-5（限定版） | 2015年2月6日  | EAN 471-7702-26441-3 |          |
| 3    | 2013年10月7日 | ISBN 978-4-06-387924-7 ISBN 978-4-06-364929-1（限定版） | 2015年3月6日  | EAN 471-7702-26550-2 |          |

純潔的瑪利亞 exhibition
| 卷數 | 講談社       | 講談社                 |
| 卷數 | 發售日期     | ISBN                   |
| ---- | ------------ | ---------------------- |
| 1    | 2015年1月7日 | ISBN 978-4-06-388028-1 |

## 電視動畫

### 製作人員
- 原作：石川雅之
- 監督：谷口悟朗
- 系列構成、劇本：倉田英之
- 首席主任：白土晴一
- 人物設定、總作畫監督：千羽由利子
- 概念設定、總作畫監督：中田榮治
- 美術監督：池田繁美、丸山由紀子
- 色彩設定：境成美
- 攝影監督：田中宏侍
- CGI監督：三上康博
- 剪輯：森田清次
- 音響監督：明田川仁
- 音樂：甲田雅人
- 音樂製作：Lantis、若林和弘
- 音樂製作人：伊藤善之
- 動畫制作：Production I.G
- 製作：「純潔的瑪利亞」製作委員會（萬代影視、講談社、SHOWGATE、Lantis、Production I.G、Q-TEC）

### 主題曲
片頭曲「Philosophy of Dear World」（第2話－最終話）
塡詞、作曲、編曲、主唱：ZAQ
第1話作片尾曲使用。
片尾曲「ailes」（第2話－第11話）
塡詞：唐澤美帆，作曲、編曲：加藤達也，主唱：TRUE
第1話未使用。
插入歌
「Les serments de chasteté 〜純潔の誓い〜」（第10話）
塡詞：松井洋平，作曲、編曲：myu，主唱：TRUE
「素晴らしき実りを歌い捧げよう」（最終話）
塡詞：松井洋平，作曲、編曲：myu

### 劇集列表
| 集數 | 標題                                   | 分鏡       | 演出               | 首播日期      | 作畫監督                                                   |
| --- | -------------------------------------- | ---------- | ------------------ | ------------- | ---------------------------------------------------------- |
| 1 | 完美的少女 （VIRGO INTACTA ）          | 谷口悟朗   | 浜名孝行           | 2015年1月11日 | 岡山思菜子、河合桃子                                       |
| 瑪利亞是個在英法百年戰爭期間住在法國的魔女，她厭惡戰爭，經常以魔法干涉英法之間的衝突，並引起天上的注意。 |                                        |            |                    |               |                                                            |
| 2 | 和世界對抗 （CONTRA MUNDUM ）          | 新留俊哉   | 上野史博           | 2015年1月18日 | 幸田直子、松本美乃                                         |
| 大天使米迦勒從天而降，斥責瑪利亞插手人類的紛爭，瑪利亞不服，就在米迦勒準備動手殺她時，曾受瑪利亞幫助的凡人喬瑟夫和安試圖阻止米迦勒。 |                                        |            |                    |               |                                                            |
| 3 | 倚靠信仰而非武器 （FIDE,NON ARMIS ）   | 井端義秀   | 井端義秀           | 2015年1月25日 | 、八尋裕子、新井浩一、齊藤英子、稻吉朝子、西村郁、角田桂一 |
| 在上天的授意下，米迦勒饒了瑪利亞一命，但瑪利亞如果失去處女之身，她便會失去魔力，同時米迦勒派自己的長槍以西結監視她。瑪利亞的行動引起教會的關注。 |                                        |            |                    |               |                                                            |
| 4 | 死亡隨行 （MEMENTO MORI ）             | 須永司     | 熨斗谷充孝         | 2015年2月1日  | 佐藤友子                                                   |
| 以西結試圖阻止瑪利亞干涉戰爭，雖然徒勞無功，但她從瑪利亞的使魔阿爾忒彌斯和普里阿普斯口中得知關於瑪利亞的過去。 |                                        |            |                    |               |                                                            |
| 5 | 分辨勇氣 （SAPERE AUDE ）              | 谷口悟朗   | 丸山由太           | 2015年2月8日  | 、村松尚雄（動作）                                         |
| 喬瑟夫的朋友高法和一位騎士的情人發生婚外情，因此高法和該名騎士進行決鬥，以捍衛自己的榮譽和性命。瑪利亞對這場決鬥袖手旁觀。 |                                        |            |                    |               |                                                            |
| 6 | 薔薇花下 （SUB ROSA ）                 | 須永司     | 糸賀慎太郎         | 2015年2月15日 | 西尾鐵也、八尋裕子、井嶋けい子、齊藤英子、河合桃子         |
| 喬瑟夫打算說服瑪利亞別去干涉一場驅逐戰，因為這場戰爭的結果可能導致戰爭結束，但當瑪利亞發現喬瑟夫以及安的父親也參戰時，她還是決定出手幫忙。 |                                        |            |                    |               |                                                            |
| 7 | 戰爭吞噬戰爭 （BELLUM SE IPSUM ALET ） | 細川ヒデキ | 仲澤慎太郎         | 2015年2月22日 | 鈴木俊二、佐佐木敦子                                       |
| 在瑪利亞企圖以魔法阻止戰爭時，米迦勒投擲以西結來殺死她，但以西結避開了要害。同時在戰爭中失去一臂的高法對瑪利亞懷恨在心，發誓要報復她，並得到同樣視她為異端的教會協助。 |                                        |            |                    |               |                                                            |
| 8 | 人面豺狼 （LUPUS EST HOMO HOMINI ）    | 遠藤廣隆   | 登坂晉             | 2015年3月1日  | 伊藤岳史                                                   |
| 逐漸痊癒的瑪利亞發現法軍將前一場戰役的失敗怪罪於她，而教會也聲稱她對她長期照顧的病人瑪莎下毒，而修道院的伯納德修士也和高法密謀，要讓瑪利亞失去處女之身。 |                                        |            |                    |               |                                                            |
| 9 | 添鹽加醋 （CUM GRANO SALIS ）          | 須永司     | 石井久志           | 2015年3月8日  | 松本美乃、幸田直子                                         |
| 伯納德和高法聯手俘虜了瑪利亞，而她的朋友和使魔意識到她尚未失去魔力後便聯手營救她。另一方面，伯納德修士在審問瑪利亞時，從她的話語中受到啟發，對神的存在有了新的領悟。 |                                        |            |                    |               |                                                            |
| 10 | 我所憎、我所愛 （ODI ET AMO ）         | 須永司     | 井端義秀           | 2015年3月15日 | 菊池聰延                                                   |
| 瑪利亞的朋友維弗出手對抗米迦勒，並被她重傷，在她接受艾德溫娜照顧時，說服艾德溫娜拯救被綁上火刑台的瑪利亞。同時喬瑟夫和高法在教堂裡大動干戈。 |                                        |            |                    |               |                                                            |
| 11 | 敢愛敢恨 （SI VIS AMARI, AMA ）        | 須永司     | 倉川英揚、渡邉徹明 | 2015年3月22日 | 待公佈                                                     |
| 艾德溫娜把瑪利亞帶到教堂，讓瑪利亞得以協助陷入苦戰的喬瑟夫。在決鬥以高法倒下坐收後，瑪利亞和喬瑟夫為了對方的缺點而爭執，並意識到雙方對彼此的感情，喬瑟夫向瑪利亞求婚，瑪利亞開心地答應後，她的魔力也恢復了，瑪利亞以魔法平息戰爭，並被米迦勒召喚到天上。                                                             |                                        |            |                    |               |                                                            |
| 12 | 愛、勝過一切 （OMNIA VINCIT AMOR ）    | 谷口悟朗   | 谷口悟朗、渡邉徹明 | 2015年3月29日 | 待公佈                                                     |
| 米迦勒準備消滅瑪利亞時，維弗、艾德溫娜和其他魔女出手支援她，因此米迦勒逐個詢問地上的人民，得知他們對瑪利亞的評價。上天做出裁定，決定寬恕瑪利亞。因為以西結以自己的意志決定袒護魔女，她不能再服侍天主，便以瑪利亞為母親重生為人。喬瑟夫娶了懷有以西結的瑪利亞為妻，在向科爾努諾斯道別後，他們在安的村莊裡開始新生活。 |                                        |            |                    |               |                                                            |

### 播放電視台
日本深夜動畫：下文記載的日本国内播放時間使用日本標準時間（UTC+9）表示。因為部分時間标识會採用30小时制，因此請留意这类超过24:00的时间，其實際播放時間為翌日清晨。
| 播放地區 | 播放電視台 | 播放日期               | 播放時間（UTC+9）         | 所屬聯播網 | 備註           |
| -------- | ---------- | ---------------------- | ------------------------- | ---------- | -------------- |
| 東京都   | TOKYO MX   | 2015年1月11日－3月29日 | 星期日 22時30分－23時00分 | 獨立UHF局  |                |
| 京都府   | KBS京都    | 2015年1月11日－3月29日 | 星期日 24時45分－25時15分 | 獨立UHF局  |                |
| 兵庫縣   | SUN電視台  | 2015年1月11日－3月29日 | 星期日 25時00分－25時30分 | 獨立UHF局  |                |
| 愛知縣   | 愛知電視台 | 2015年1月11日－3月29日 | 星期日 26時05分－26時35分 | 東京電視網 |                |
| 日本全國 | AT-X       | 2015年1月12日－3月30日 | 星期一 20時30分－21時00分 | 衛星電視   | 有重播         |
| 日本全國 | BS11       | 2015年1月14日－3月31日 | 星期二 24時30分－25時00分 | 衛星電視   | ANIME+時段播出 |

### 藍光／DVD
| 卷 | 發售日        | 收錄話         | 規格編號  | 規格編號  |
| 卷 | 發售日        | 收錄話         | 藍光      | DVD       |
| -- | ------------- | -------------- | --------- | --------- |
| 1  | 2015年3月27日 | 第1話、第2話   | BCXA-0961 | BCBA-4671 |
| 2  | 2015年4月24日 | 第3話、第4話   | BCXA-0962 | BCBA-4672 |
| 3  | 2015年5月27日 | 第5話、第6話   | BCXA-0963 | BCBA-4673 |
| 4  | 2015年6月26日 | 第7話、第8話   | BCXA-0964 | BCBA-4674 |
| 5  | 2015年7月24日 | 第9話、第10話  | BCXA-0965 | BCBA-4675 |
| 6  | 2015年8月26日 | 第11話、第12話 | BCXA-0966 | BCBA-4676 |

## 外部連結
- 純潔的瑪利亞 官方網站 （页面存档备份，存于）（日語）
- 純潔的瑪利亞 exhibition 官方網站 （页面存档备份，存于）（日語）
- 電視動畫「純潔的瑪利亞」官方網站 （页面存档备份，存于）（日語）
- 電視動畫「純潔的瑪利亞」官方賬號的X（前Twitter）（日語）